# Bravo-Jahrescharts 1958
Bravo-Jahrescharts 1958:
Die Neuentdeckung des Jahres war 1958 der junge Paul Anka, der mit Diana einen Welthit landete und dennoch von der deutschen Coverversion des deutschen Teenie-Idols Conny Froboess überflügelt wurde. Überraschend sind deshalb die beiden ersten Plätze: Fred Bertelmann mit seinem mit Lachsalven gespickten lachenden Vagabunden erscheint als Hit des Jahres aus heutiger Perspektive sehr hausbacken, und der gepfiffene River Kwai-Marsch auf Platz 2 zeigt erneut den Einfluss des Kinos bei den jugendlichen Zuschauern der damaligen Zeit auf ihren Musikgeschmack, war es doch die Titelmelodie zu David Leans Film Die Brücke am Kwai.
1. Der lachende Vagabund – Fred Bertelmann – 514 Punkte
2. River Kwai-Marsch – Mitch Miller – 493 Punkte
3. I Love You, Baby – Conny – 446 Punkte
4. Diana – Conny – 437 Punkte
5. Diana – Paul Anka – 426 Punkte
6. Hula-Liebe – Peter Kraus – 407 Punkte
7. Spiel noch einmal für mich, Habanero – Caterina Valente – 389 Punkte
8. Sail Along Silvery Moon – Billy Vaughn – 360 Punkte
9. Melodie d'Amour – Edmundo Ros – 324 Punkte
10. Wo meine Sonne scheint – Caterina Valente – 322 Punkte
11. Der Legionär – Freddy Quinn – 317 Punkte
12. Bambina – Ralf Bendix – 311 Punkte
13. Zu hause, zu hause – Die Blauen Jungs – 274 Punkte
14. Addio Amigo – Lolita – 267 Punkte
15. Mitternachts-Blues – Horst Fischer – 260 Punkte
16. Buona Sera – Louis Prima – 255 Punkte
17. Bambina – Peter Alexander – 255 Punkte
18. Fräulein – Chris Howland – 245 Punkte
19. Cassetta in Canada – Willy Hagara – 238 Punkte
20. Mit siebzehn – Peter Kraus – 231 Punkte